# Dick Kooijman
Dick Kooijman (Wijk bij Duurstede, 10 november 1972) is een voormalig  Nederlands voetballer en inmiddels voetbaltrainer.
Kooijmans carrière begon in 1993/94 bij SC Heracles '74. In het seizoen 1994/95 speelde hij bij FC Groningen en AZ. Hij speelde in 1995/96 en 1996/97 ook voor AZ. Tijdens het seizoen 1996/97 ging hij naar Emmen en speelde daar tot 1999.
Kooijman vertrok daarna naar Go Ahead Eagles, waar hij van 1999 tot 2003 speelde. Van 2003 tot 2005 kwam hij uit voor De Graafschap. Hij ging naar de amateurs van SDV Barneveld, maar AGOVV Apeldoorn haalde hem na één jaar terug naar het betaald voetbal. Kooijman speelde in het seizoen 2007/08 met Sparta Nijkerk in de Zaterdag Hoofdklasse B.
Later werd hij trainer bij de amateurs van VV Katwijk, SV Geinoord en Roda '46. Vanaf de zomer van 2022 is Kooijman hoofdtrainer van VV Hoogland.

## Clubstatistieken
| seizoen | club            | competitie             | duels | goals |
| ------- | --------------- | ---------------------- | ----- | ----- |
| 1993/94 | SC Heracles '74 | Eerste divisie         | 28    | 23    |
| 1994/95 | FC Groningen    | Eredivisie             | 19    | 0     |
| 1994/95 | AZ              | Eerste divisie         | 10    | 3     |
| 1995/96 | AZ              | Eerste divisie         | 24    | 2     |
| 1996/97 | AZ              | Eredivisie             | 9     | 3     |
| 1996/97 | Emmen           | Eerste divisie         | 13    | 3     |
| 1997/98 | Emmen           | Eerste divisie         | 28    | 4     |
| 1998/99 | Emmen           | Eerste divisie         | 24    | 3     |
| 1999/00 | Go Ahead Eagles | Eerste divisie         | 31    | 10    |
| 2000/01 | Go Ahead Eagles | Eerste divisie         | 26    | 4     |
| 2001/02 | Go Ahead Eagles | Eerste divisie         | 22    | 3     |
| 2002/03 | Go Ahead Eagles | Eerste divisie         | 33    | 11    |
| 2003/04 | De Graafschap   | Eerste divisie         | 21    | 3     |
| 2004/05 | De Graafschap   | Eredivisie             | 13    | 0     |
| 2005/06 | SDV Barneveld   | Amateurs               |       |       |
| 2006/07 | AGOVV Apeldoorn | Eerste divisie         | 22    | 0     |
| 2007/08 | Sparta Nijkerk  | Zaterdag Hoofdklasse B | 25    | 1     |
| 2008/09 | Sparta Nijkerk  | Zaterdag Hoofdklasse B |       |       |